# Graphiurus
Graphiurus är ett släkte sovmöss som förekommer i afrikanska regnskogar och savanner.

## Beskrivning
Arterna når en kroppslängd mellan 7 och 16 cm, därtill kommer en 5 till 13 cm lång svans. Hos Graphiurus murinus är vikten 18 till 30 g. Individerna har vanligen en grå päls på ovansidan och en vitaktig undersida. Vissa arter har typiska svart-vita ansiktsmarkeringar. En del arter avviker från detta grundmönster.
Arter som lever i skogen vistas nästan hela livet på träd. Medlemmar som förekommer i savannen hittas oftare på marken. Ofta byggs ett klotrunt näste som göms i bergssprickor eller mellan grenar. Alla arter är främst aktiva på natten och de livnär sig på frukter och nötter samt av insekter, fågelägg och ungfåglar.
Tidigare hittades ofta individer i människans byggnader som ladugårdar eller under taket. Idag är de undanträngda av den introducerade svartråttan.
Dessa gnagare är inte sällsynta och de flesta betraktas av IUCN som livskraftiga (least concern), bara 5 arter listas med kunskapsbrist (data deficient).

## Systematik
Tidigare antogs att släktet utgör en självständig familj i ordningen gnagare men enligt nyare genetiska undersökningar tillhör djurgruppen familjen sovmöss. Wilson & Reeder (2005) skiljer mellan 14 arter:
- Graphiurus angolensis, finns i Angola och nordvästra Zambia.
- Graphiurus christyi, Kamerun, Kongo-Kinshasa.
- Graphiurus crassicaudatus, västra Afrika.
- Graphiurus johnstoni, södra Malawi.
- Graphiurus kelleni, Västafrika, Angola, Zambia, Malawi, Zimbabwe, Etiopien.
- Graphiurus lorraineus, västra och centrala Afrika.
- Graphiurus microtis, Tanzania, Malawi, Zambia.
- Graphiurus monardi, Kongo-Kinshasa, Angola, Zambia.
- Graphiurus murinus, östra och södra Afrika.
- Graphiurus nagtglasii, västra och centrala Afrika.
- Graphiurus ocularis, Sydafrika.
- Graphiurus platyops, södra Afrika.
- Graphiurus rupicola, Sydafrika, Namibia.
- Graphiurus surdus, Kamerun, Ekvatorialguinea.